# Бідений Василь Костянтинович
Васи́ль Костянти́нович Бі́дений (2 березня 1944) — народний депутат України 1-го скликання. Голова Вижницької райради (квітень 1998 — квітень 2002).

## Біографія
Народився 2 березня 1944 року в селі Луківці, нині Лукавці Вижницького району, Чернівецької області в сім'ї селян. Українець, освіта вища, інженер-механік, закінчив Кам'янець-Подільський сільськогосподарський інститут.
Тракторист, механік колгоспу «Росія», Вижницького району.
Служба в Радянській Армії.
Бригадир тракторної бригади, головний інженер, заступник голови, секретар парткому КПУ колгоспу «Росія».
Голова колгоспу ім. Леніна, нині «Прикарпаття», село Мигово, Вижницький район.
Член КПРС 1970—1991; депутат сільської та районної Рад.
Висунутий кандидатом у народні депутати трудовим колективом колгоспу ім. Леніна, Вижницького району.
18 березня 1990 року обраний народним депутатом України, 2-й тур 53.72 % голосів, 5 претендентів.
- Чернівецька область
- Вижницький виборчий округ № 432
- Дата прийняття депутатських повноважень: 15 травня 1990 року.
- Дата припинення депутатських повноважень: 10 травня 1994 року.

Входив до груп «Аграрники», «Земля і воля», «Рада».
Член Комісії ВР України мандатної та з питань депутатської етики.
Нагороджений трьома медалями.
Одружений, має двоє дітей.